# Belasica
Belasica (mak. i bug. Беласица, grčki: Μπέλες / Beles  ili Κερκίνη / Kerkini, antički naziv planine) je planina na tromeđi, između Sjeverne Makedonije, Grčke i Bugarske. 
U Grčkoj se nalazi 45 % površine planine, u Sjevernoj Makedoniji 35 %, a u Bugarskoj 20 %.

## Zemljopisne karakteristike
Ovaj planinski masiv dug je oko 63 kilometara, i širok između 7 do 9 kilometara. Proteže se u smjeru istok-zapad, na zapadu granica mu je rijeka Vardar, s istoka je to rijeka Struma, na sjeveru je to Strumička kotlina, a na jugu kotlina Dojranskog jezera i Serska kotlina. 
Najviši vrh planine je; Radomir  (ili Kalabak) na 2029 metara nadmorske visine (na grčko-bugarskoj granici). Ostali planinski vrhovi su: Kongur (1951 m), Debelo brdo (1951 m), Lozen (1898 m) i Tumba (1880 m), nalazi se na samoj tromeđi. Unutar sjevernomakedonskog dijela planine nalazi se poznati Smolarski vodopad.
Planina je izvorište mnogih vodotokova (Anska reka) i termalnih voda, među termalnim izvorima značajan je onaj u selu Bansko (u Sj. Makedoniji) koji je s temperaturom vode od 7 °C, najtopliji u Sjevernoj Makedoniji. Od nedavno je uređen, i počinje djelovati kao termalno lječilište.
Na sjeveroistočnim obroncima ove planine smješten je sjevernomakedonski grad Strumica, a s Bugarske strane grad Petrič, na južnoj grčkoj strani najveće naselje je grad Seres.
Klima ovog masiva je mediteranska, jer podliježe velikom utjecaju obližnjeg Egejskog mora. Planina je dobro pošumljena, bjelogoričnim (pitomi kesten, hrast, bukva, jasen) i crnogoričnim (bor, jela) vrstama drveća.

## Povijest
Ova planina je povijesno poznata po tome, što se na njoj odigrala bitka između bizanskog cara Bazilija II. i sjevernomakedonskog ( ili bugarskog) cara Samuila – 1014. godine, u kojoj je pobijedio Bazilije II. Nakon te bitke prestala je postojati Samulova država.

## Planinarenje
Od 2001. godine održava se na ovoj planini manifestacija – Balkan bez granica, u kojoj se svakog kolovoza, planinari i izletnici iz tri pogranične države penju na vrh – Tumba.
Područje planine Belolasica, proglašeno je Euroregijom (2003.)

### Park prirode Belasica
Na bugarskom dijelu planine nalazi se Park prirode Belasica, ustanovljen 28. prosinca, 2007. godine. Ima površinu od 11732.4 hektara.

## Vanjske poveznice
|  | Zajednički poslužitelj ima još gradiva o temi Belasica |

- Slike s Belasice zimi
- Planinarske kuće i skloništa na Belasici (na bugarskom)